# Christoph Stalder
Christoph Stalder (* 25. Juni 1944 in Fraubrunnen; † 12. Februar 2012; heimatberechtigt in Lützelflüh) war ein Schweizer Jurist und Politiker (FDP.Die Liberalen) aus der Stadt Bern.

## Leben
Christoph Stalder wuchs in Fraubrunnen auf. Er studierte Rechtswissenschaft an der Universität Bern, erwarb das Fürsprecherpatent und war in Washington, D.C., als Anwalt, in der bernischen Verwaltung und als Gerichtssekretär am Bundesgericht tätig. 1976 erwarb er den Doktortitel mit einer Arbeit über die Meinungsäusserungsfreiheit im Verhältnis zu den anderen Grundrechten. Ab 1977 wohnte er in Bern und war für die Schweizerische Mobiliar tätig, zuletzt als Mitglied des Direktoriums und Verantwortlicher für Public Affairs. Christoph Stalder war mit Anna Marie Stalder-Neftel verheiratet, mit der er zwei Töchter hatte.
1994 wurde Stalder als Vertreter der FDP in das Berner Stadtparlament, den Stadtrat, gewählt und war 2001 dessen Präsident. Er setzte sich dort namentlich für den Zusammenschluss der Stadt mit ihren Agglomerationsgemeinden ein und stand dem Verein «Bern neu gründen» vor. 2002 wechselte er in das Kantonsparlament, den Grossen Rat, dem er bis zu seinem Tod angehörte und den er 2007/08 präsidierte. Dort gehörte er zu den politischen Schwergewichten und verfolgte ebenfalls das Anliegen von Gemeindezusammenlegungen.
Persönlich und mit der «Mobiliar» setzte sich Stalder für die bernische Kultur ein. Er gehörte unter anderem den Führungsgremien des Stadttheaters Bern, des Zentrums Paul Klee, des Historischen Museums Bern sowie anderer Organisationen der bernischen Wirtschaft und Gesellschaft an.
Im Februar 2012  starb Christoph Stalder im Alter von 67 Jahren an den Folgen eines Herzinfarkts.

## Schriften
- «Preferred Freedoms». Das Verhältnis der Meinungsäusserungsfreiheit zu den anderen Grundrechten. Eine rechtsvergleichende Darstellung der Rechtsprechung des amerikanischen Supreme Court und des Schweizerischen Bundesgerichtes (= Abhandlungen zum schweizerischen Recht. Neue Folge. Heft 447). Stämpfli, Bern 1977, ISBN 3-7272-0300-5 (= Dissertation, Universität Bern, 1976).